# St Martin, Ludgate

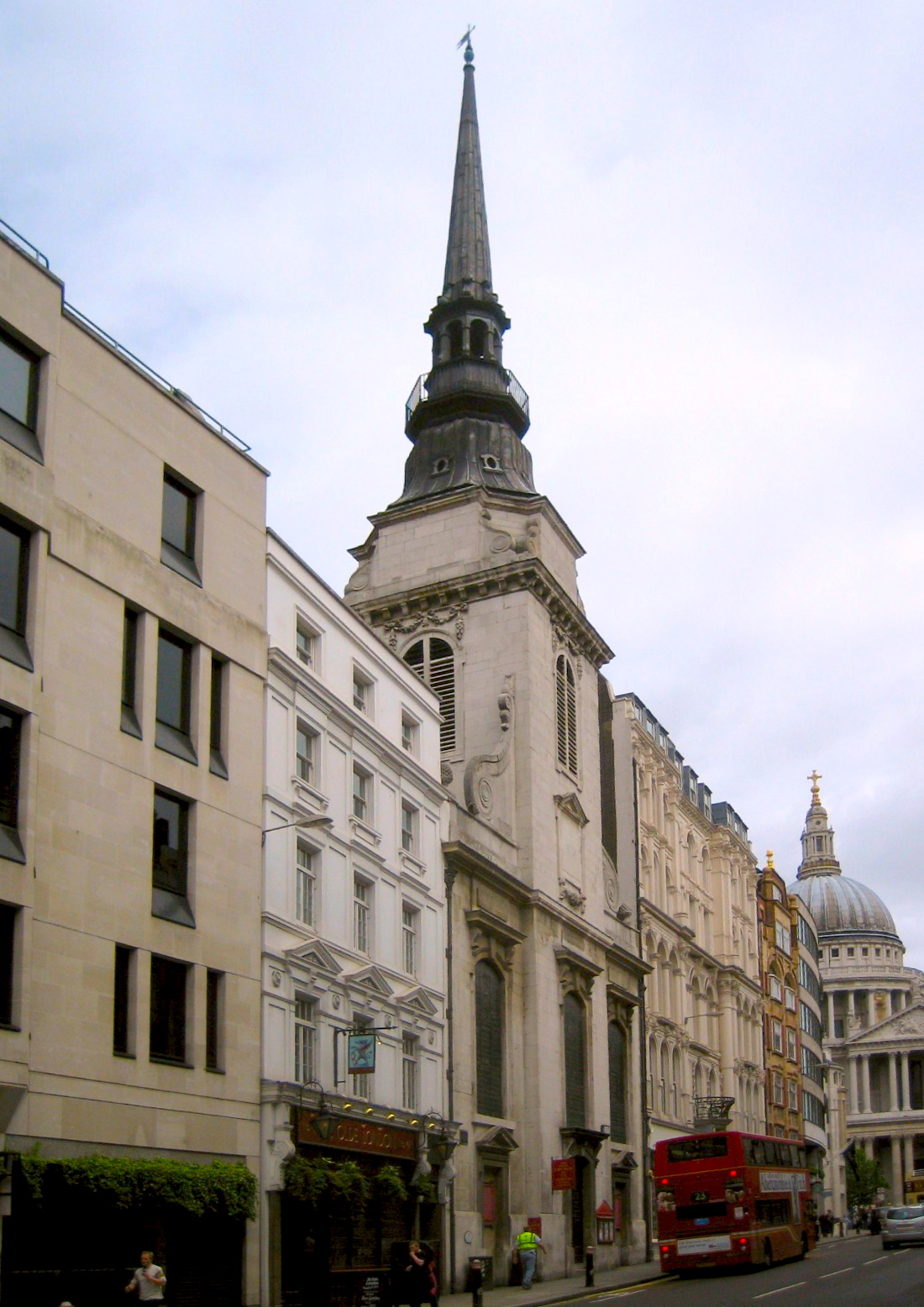
St Martin, Ludgate

St Martin, Ludgate ist ein anglikanisches Kirchengebäude im Londoner Innenstadtbezirk City of London.
Die erstmals 1174 erwähnte, dem heiligen Martin von Tours geweihte Kirche nahe dem 1760 abgerissenen Stadttor Ludgate, war 1437 neuerrichtet worden, ihr Turm wurde 1561 durch Blitzschlag zerstört. 1666 wurde sie beim Großen Brand von London zerstört und anschließend von 1677 bis 1684 durch Christopher Wren als eine der 51 Wren-Kirchen wiederaufgebaut.
Wie zuvor bei St Anne and St Agnes ist die Kirche über quadratischem Grundriss mit vier eingestellten Säulen errichtet, durch die sich ein kreuzförmiger Innenraum mit quadratischem, kreuzgratgewölbtem Mitteljoch und tonnengewölbten Kreuzarmen ergibt. Der Turm ist leicht vorgezogen und mit der Fassade seitlich durch Voluten verbunden, sein achtseitiger Aufsatz schließt mit einer offenen Laterne mit Galerie und einem Obelisken.

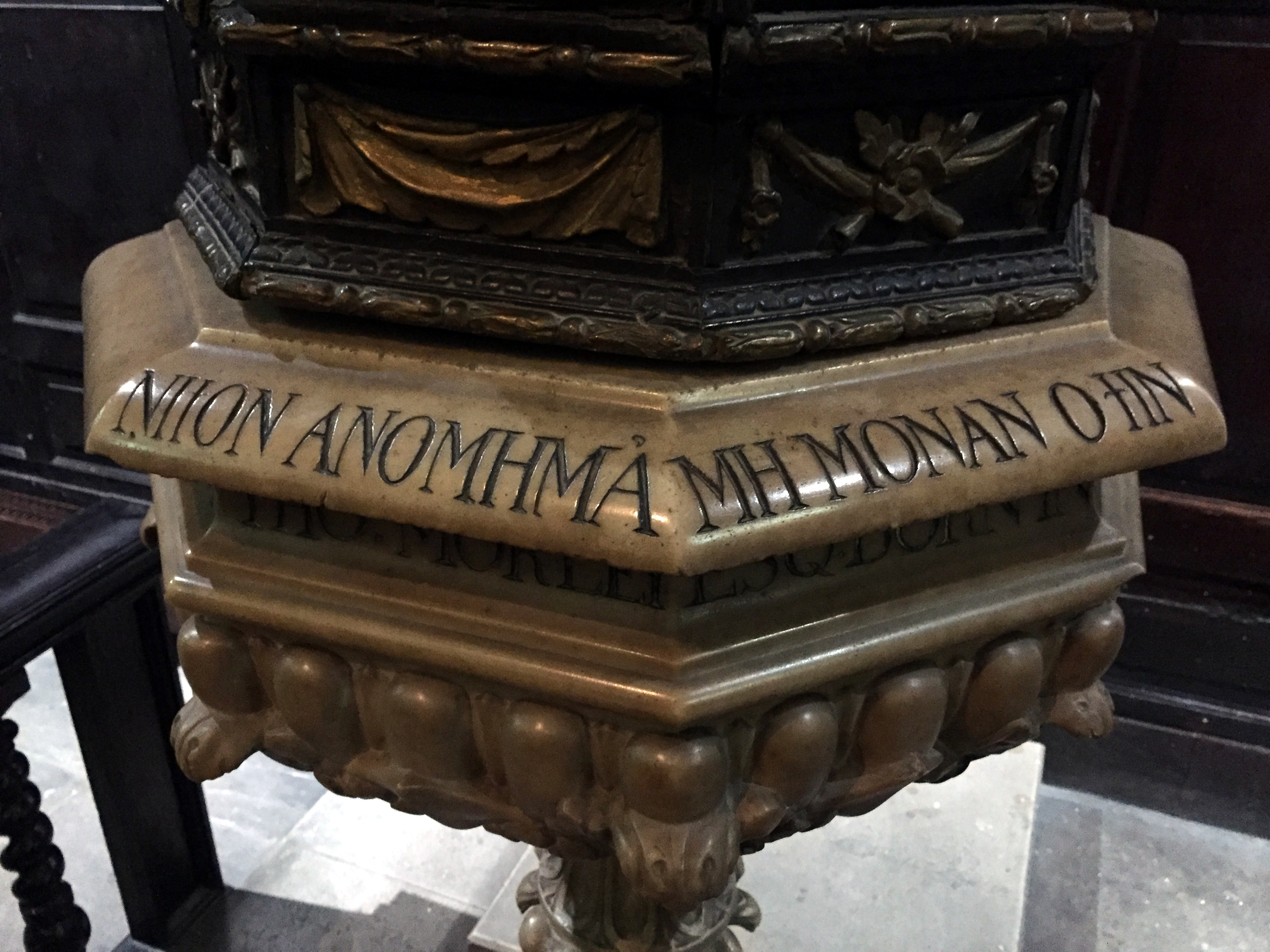
Taufsteininschrift

Der kelchförmige Taufstein von 1673 weist als Inschrift das griechische ΝΙΨΟΝ ΑΝΟΜΗΜΑΤΑ ΜΗ ΜΟΝΑΝ ΟΨΙΝ („Wasche die Sünden, nicht nur das Gesicht“) auf, ein Palindrom.